# Zsófia Simon
Zsófia Simon (Budapest, 17 dicembre 1989) è una cestista ungherese.

## Carriera
Con l'Ungheria ha disputato due edizioni dei Campionati europei (2015, 2017).